# Mala Volea, Mîkolaiiv
Mala Volea (în ucraineană Мала Воля) este un sat în comuna Stilsko din raionul Mîkolaiiv, regiunea Liov, Ucraina.

## Demografie
Componența lingvistică a localității Mala Volea
     Ucraineană (100%)
Conform recensământului din 2001, toată populația localității Mala Volea era vorbitoare de ucraineană (100%).